# Drenovec, Zavrč
Drenovec este o localitate din comuna Zavrč, Slovenia, cu o populație de 62 de locuitori.